# Los Llanitos, Jalisco
Los Llanitos är en ort i Mexiko.   Den ligger i kommunen Acatic och delstaten Jalisco, i den centrala delen av landet, 400 km väster om huvudstaden Mexico City. Los Llanitos ligger 1 780 meter över havet och antalet invånare är 161.
Terrängen runt Los Llanitos är kuperad åt nordväst, men åt sydost är den platt. Runt Los Llanitos är det ganska tätbefolkat, med 54 invånare per kvadratkilometer. Närmaste större samhälle är Acatic, 12,1 km öster om Los Llanitos. Omgivningarna runt Los Llanitos är en mosaik av jordbruksmark och naturlig växtlighet.